# ウワナリ塚古墳
ウワナリ塚古墳（ウワナリづかこふん）は、奈良県天理市石上町にある古墳。形状は前方後円墳。石上・豊田古墳群を構成する古墳の1つ。史跡指定はされていない。

## 概要
奈良盆地東縁、平尾山丘陵頂部に築造された大型前方後円墳である。小谷を隔てて西100メートルにある石上大塚古墳と並列する。これまでに発掘調査は実施されていない。
墳形は前方後円形で、前方部を北北西方向に向ける。墳丘外表では円筒埴輪が認められるが、葺石は明らかでない。墳丘くびれ部西側には造出を有し、須恵器が出土している。また前方部北西隅には方形張り出しを有するほか、前方部の3面には円筒埴輪を伴う平坦面が巡らされており、この部分を含めると全長は128メートルにもおよぶ。埋葬施設は後円部における両袖式の横穴式石室で、巨石を用いた大型石室であり、南方向に開口する。副葬品は詳らかでない。
築造時期は、古墳時代後期後半の6世紀後半頃と推定される。後期古墳としては奈良県内で有数の規模の古墳になる。付近ではウワナリ塚古墳のほかにも後期大型前方後円墳として石上大塚古墳（天理市石上町）・別所大塚古墳（天理市別所）が分布するが、3基は同様の墳丘規模・石室規模・築造時期であることから類縁関係にあると想定され、一帯の群集墳の盟主墳として物部氏の首長墓とする説が挙げられている。
なお古墳名の「うわなり（後妻）」とは、石上大塚古墳を「こなみ（先妻）」と擬したことに由来すると推測される。

## 墳丘
墳丘の規模は次の通り。
- 墳丘長：110メートル
- 後円部
  - 直径：68メートル
  - 高さ：16メートル
- 前方部
  - 幅：80メートル
  - 高さ：14メートル

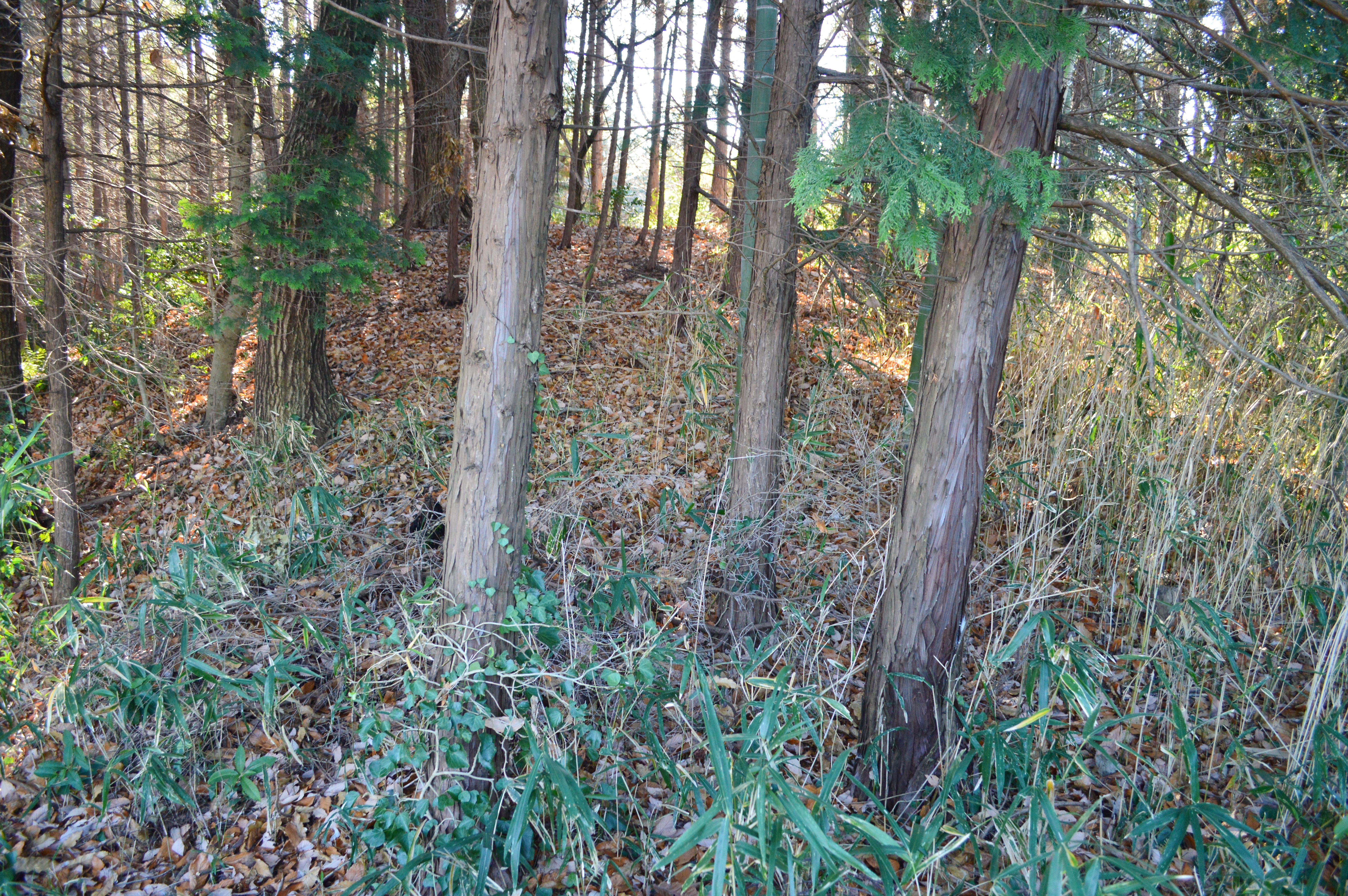
くびれ部から後円部を望む
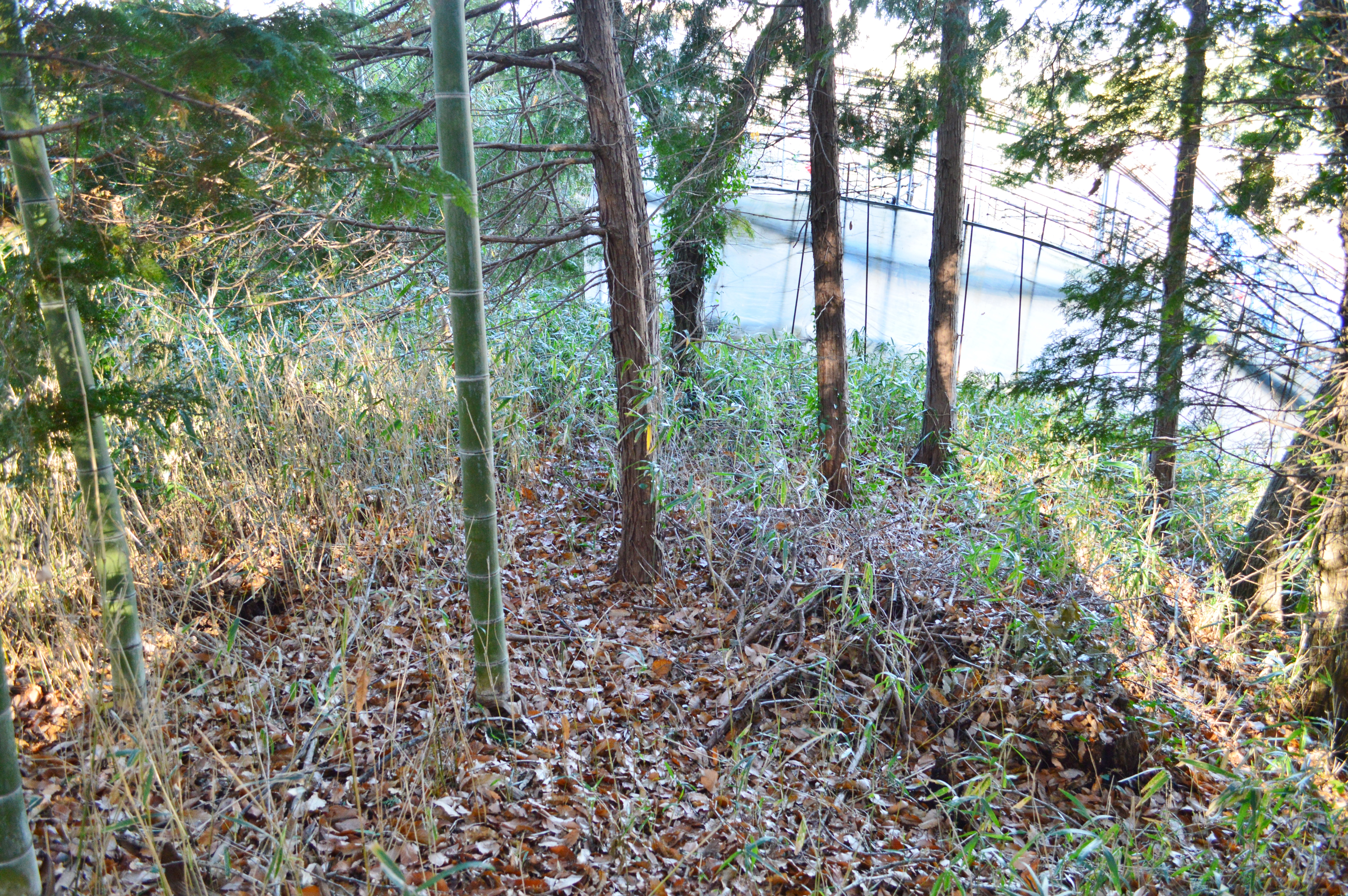
くびれ部から前方部を望む
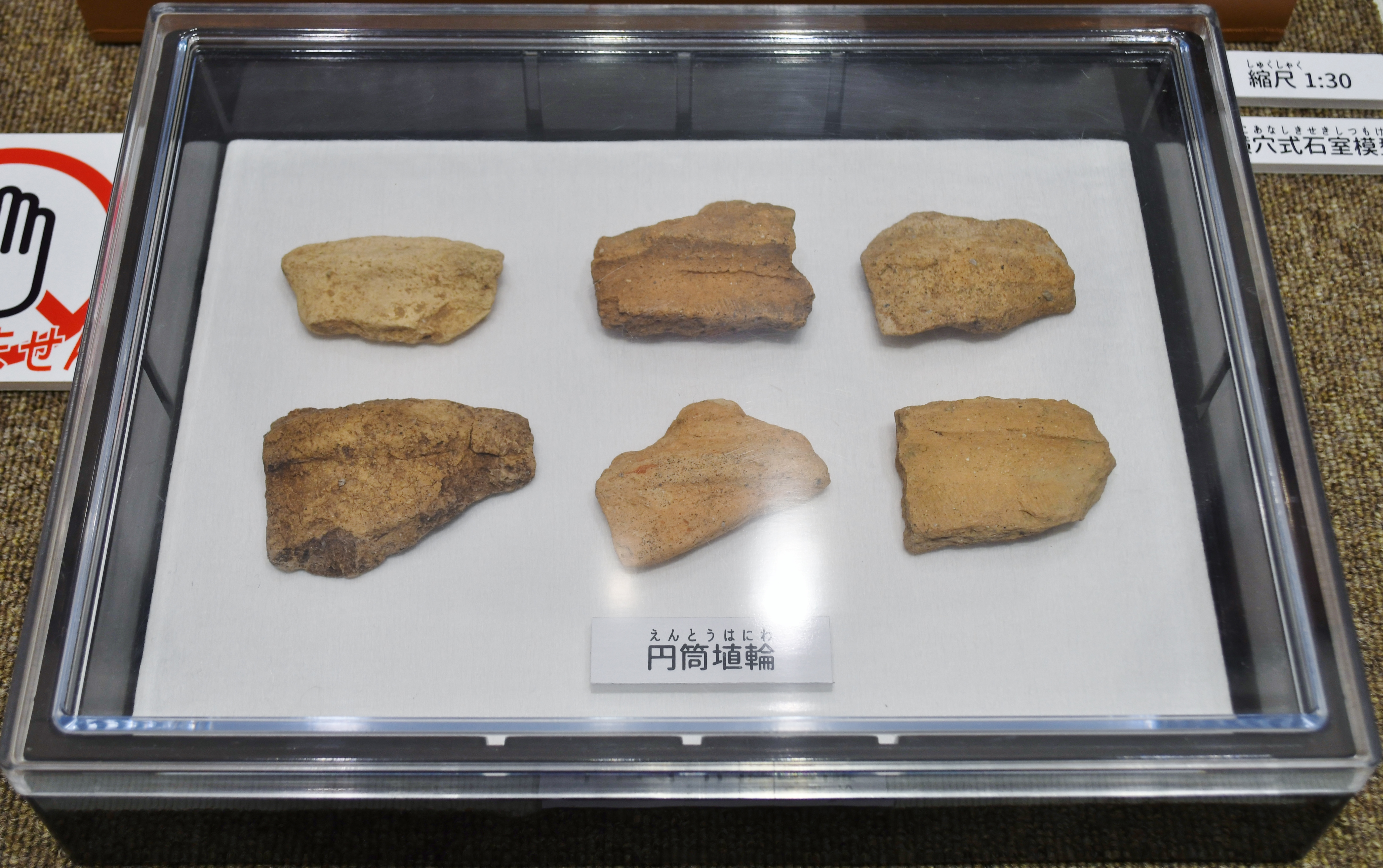
円筒埴輪片 なら歴史芸術文化村企画展示時に撮影。

## 埋葬施設

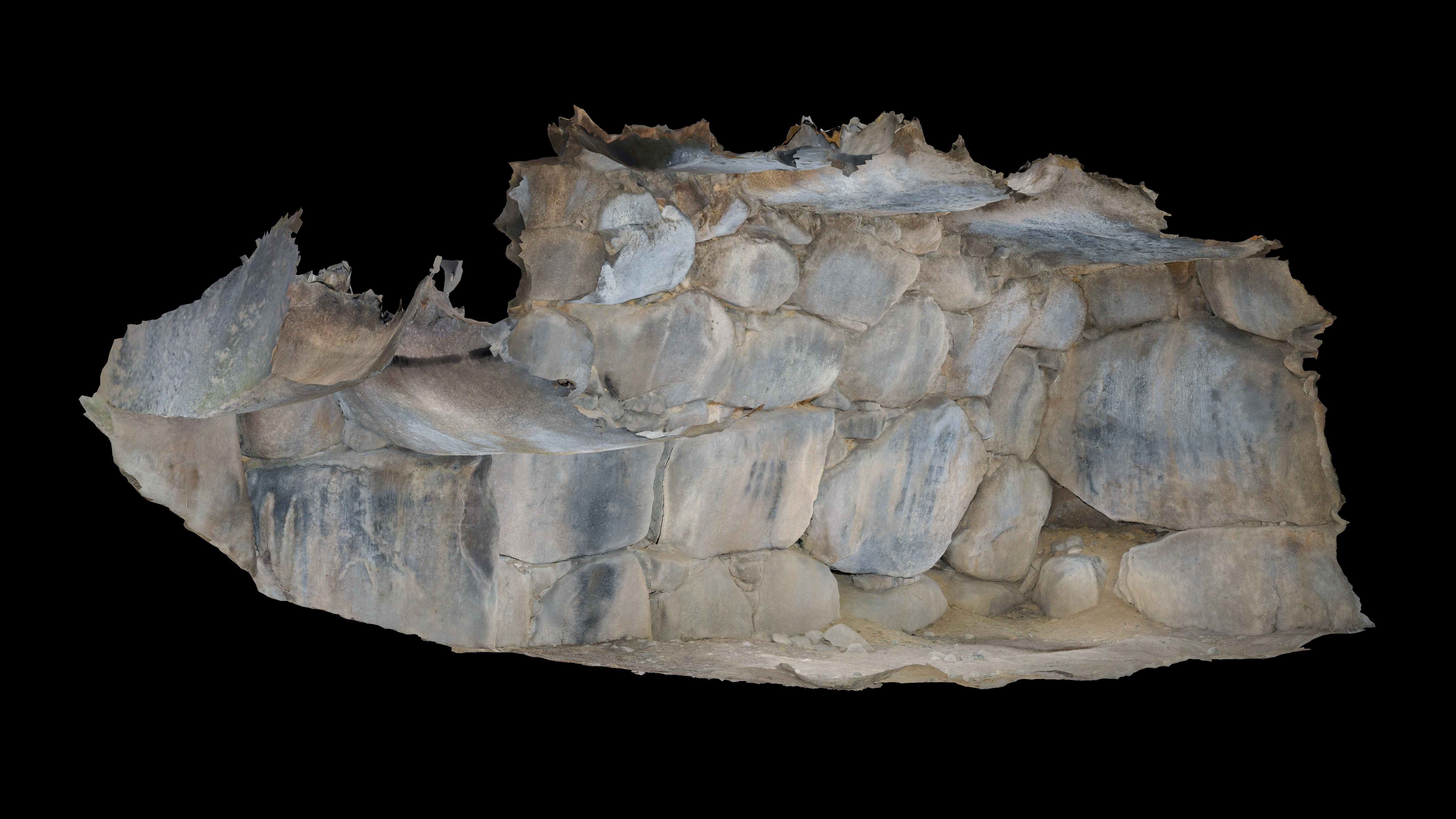
石室パース図

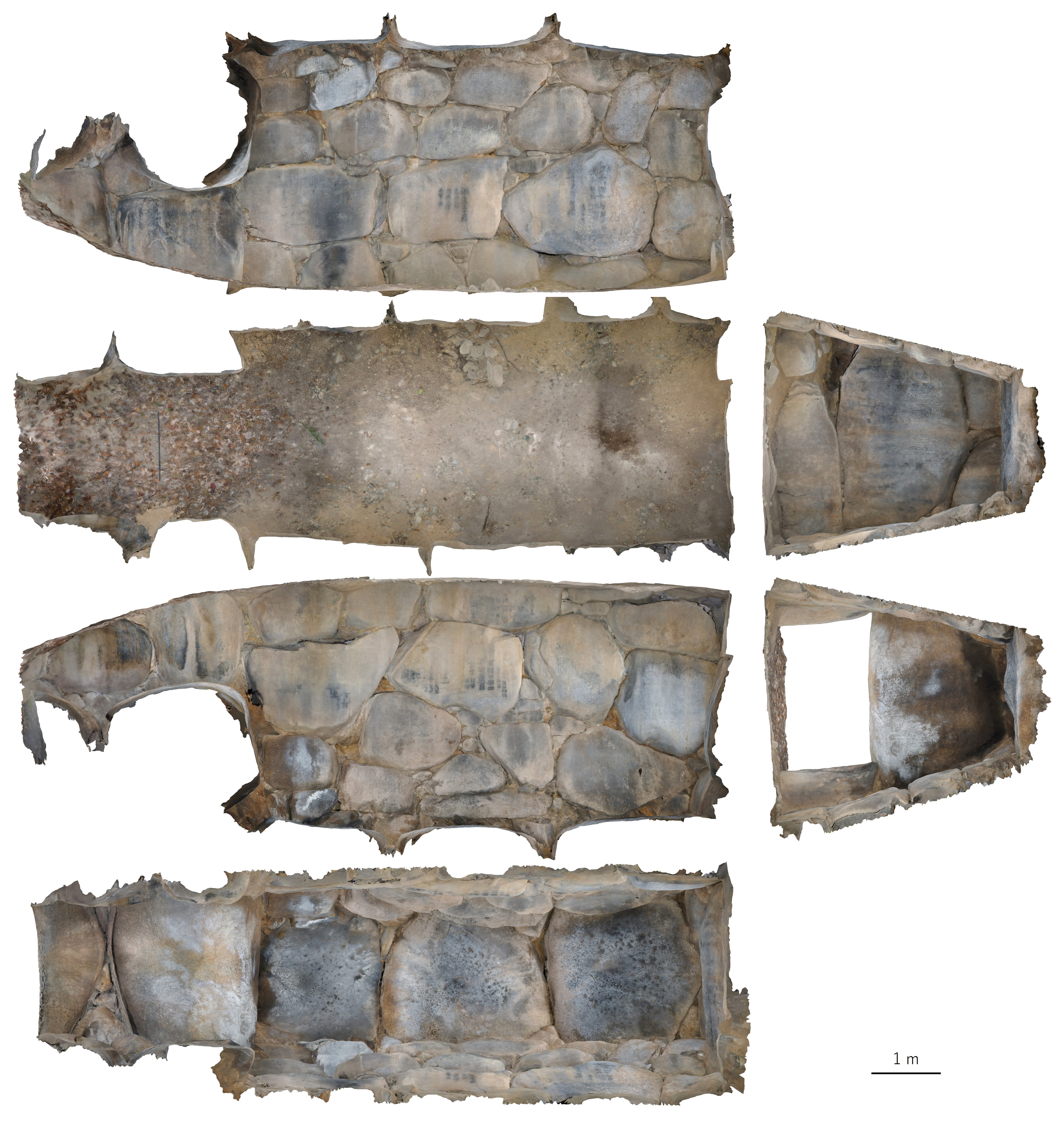
石室展開図

埋葬施設としては後円部において両袖式横穴式石室が構築されており、南方向に開口する。石室の規模は次の通り。
- 玄室：長さ6.85メートル、幅2.9-3.1メートル、高さ3.6メートル
- 羨道：現存長3.5メートル（推定復元約9メートル）、幅約2.1メートル

石室は花崗岩の巨石が使用された大型石室になるが、現在は羨道部の大部分が破壊されている。玄室の奥壁は3段積み、側壁は概ね4段積みで、天井石は3枚である。玄室内では礫石が敷き詰められているほか、石棺材と見られる凝灰岩の破片が認められる。

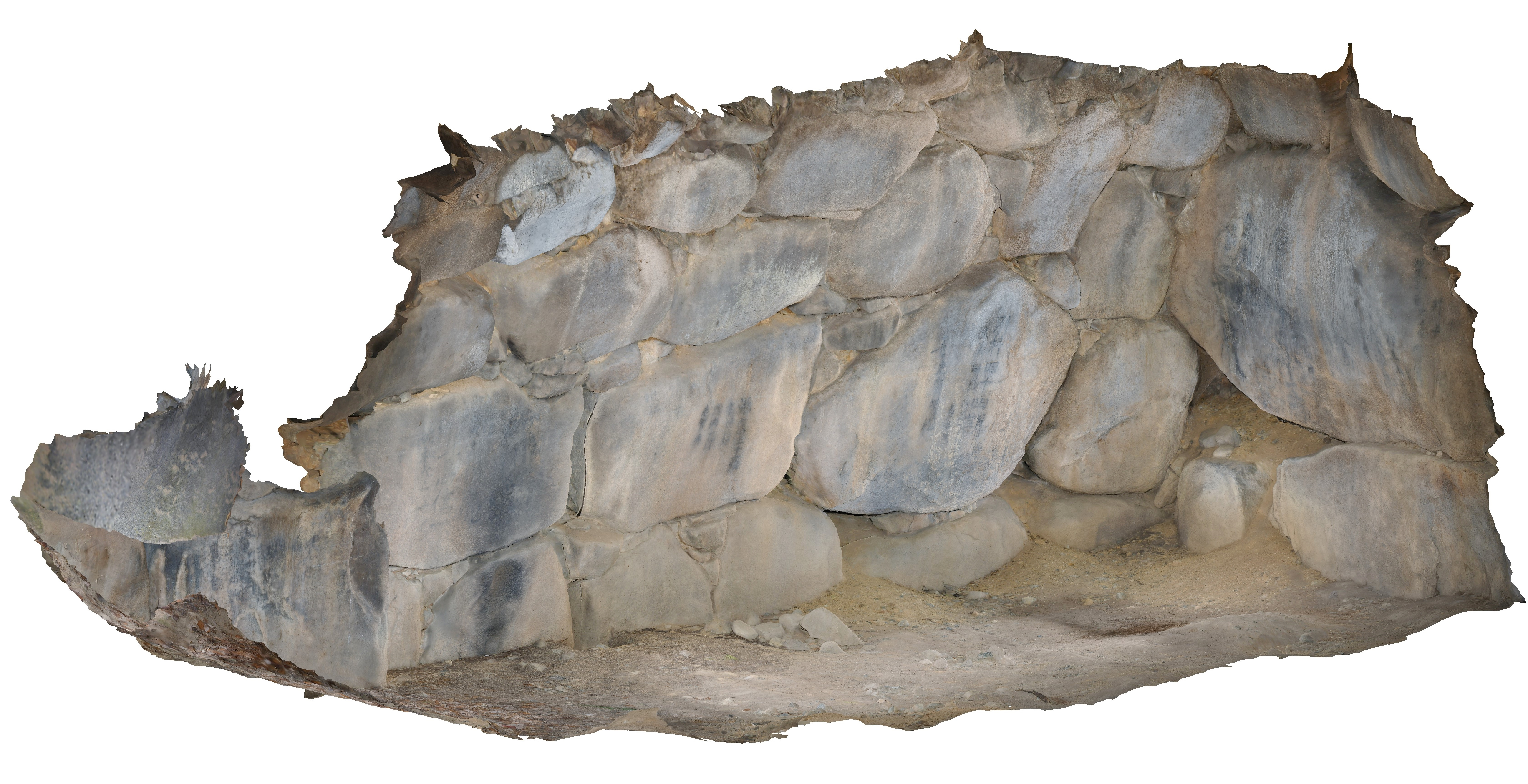
俯瞰図
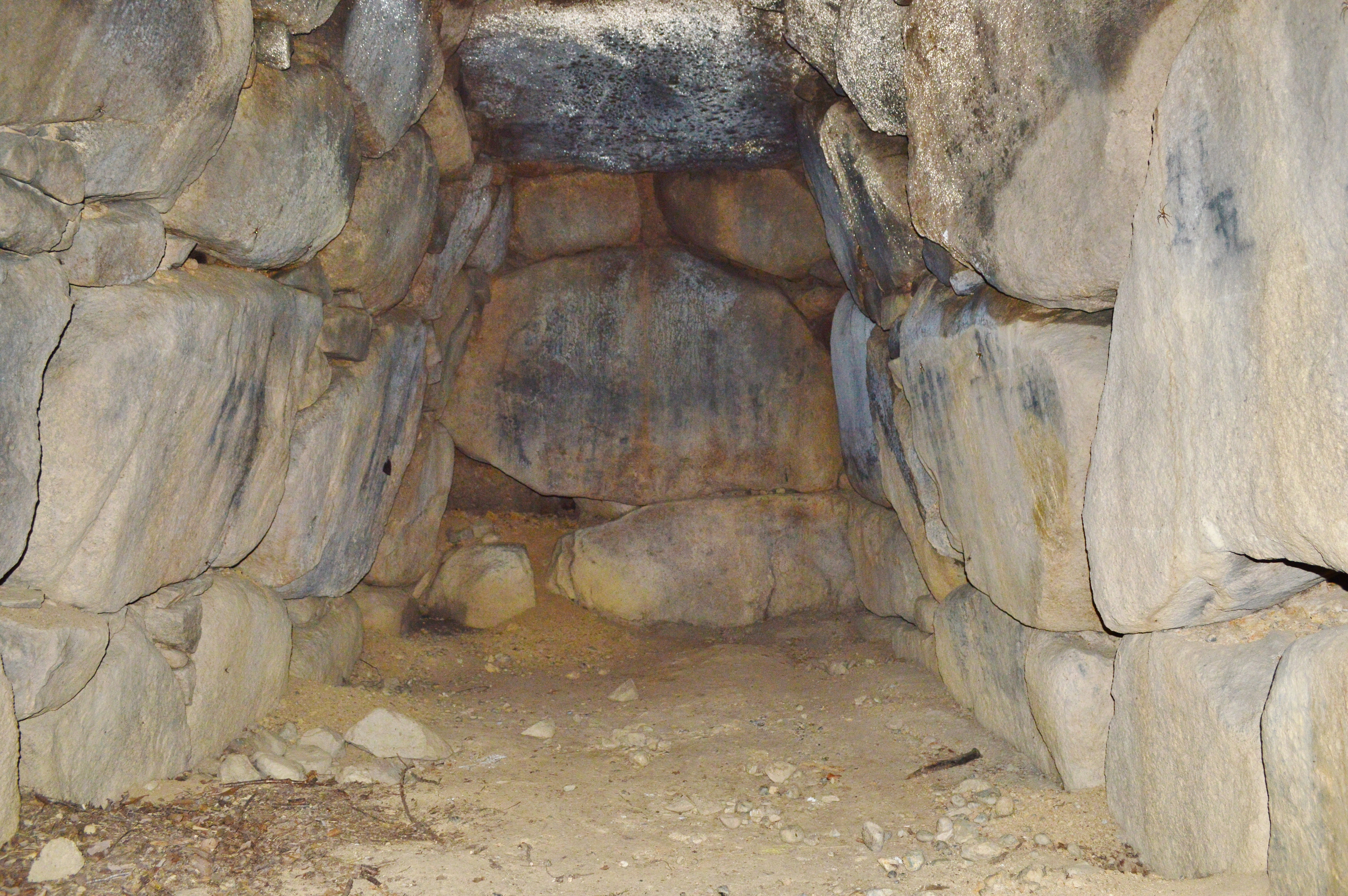
玄室（奥壁方向）
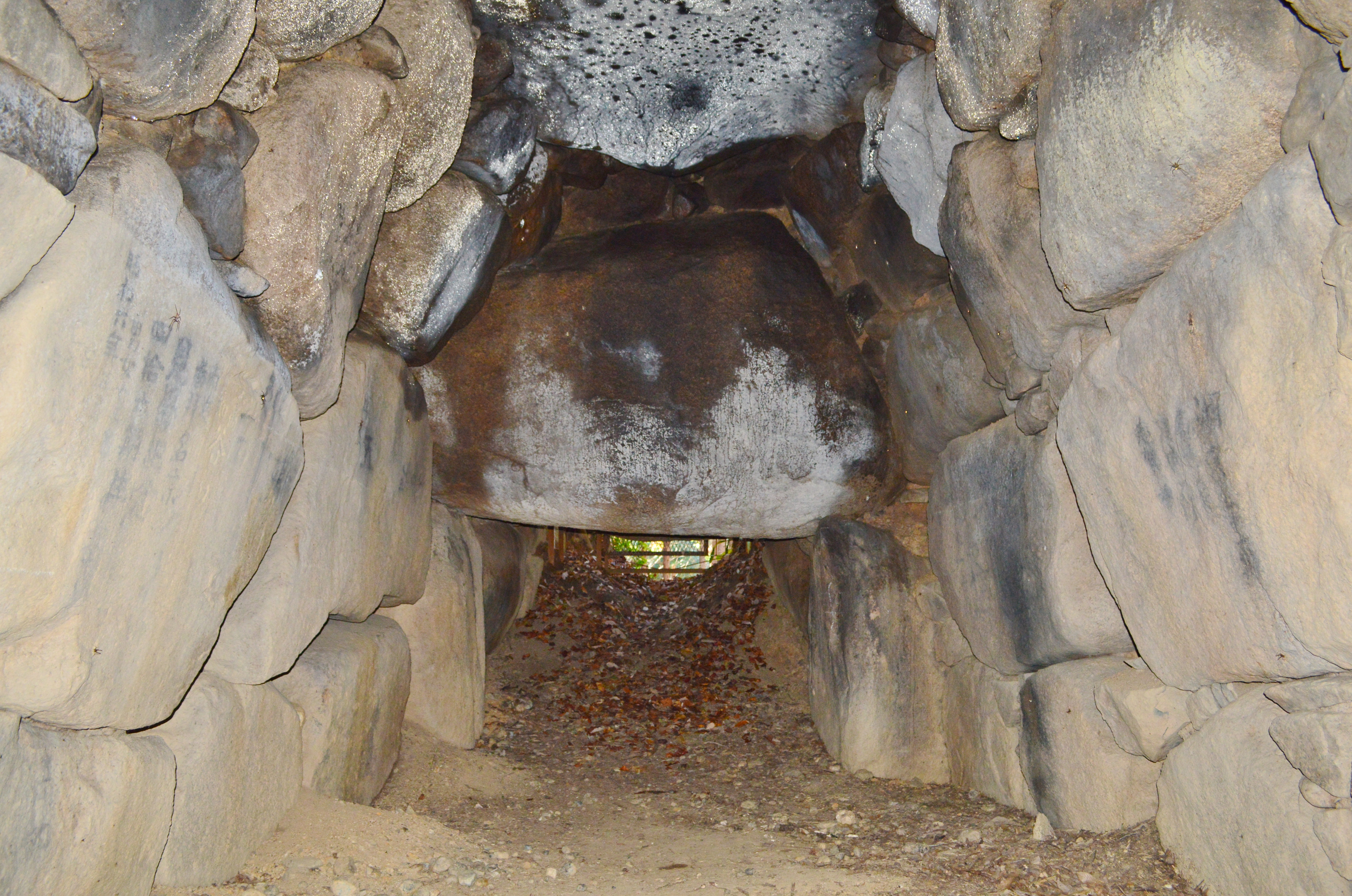
玄室（羨道方向）
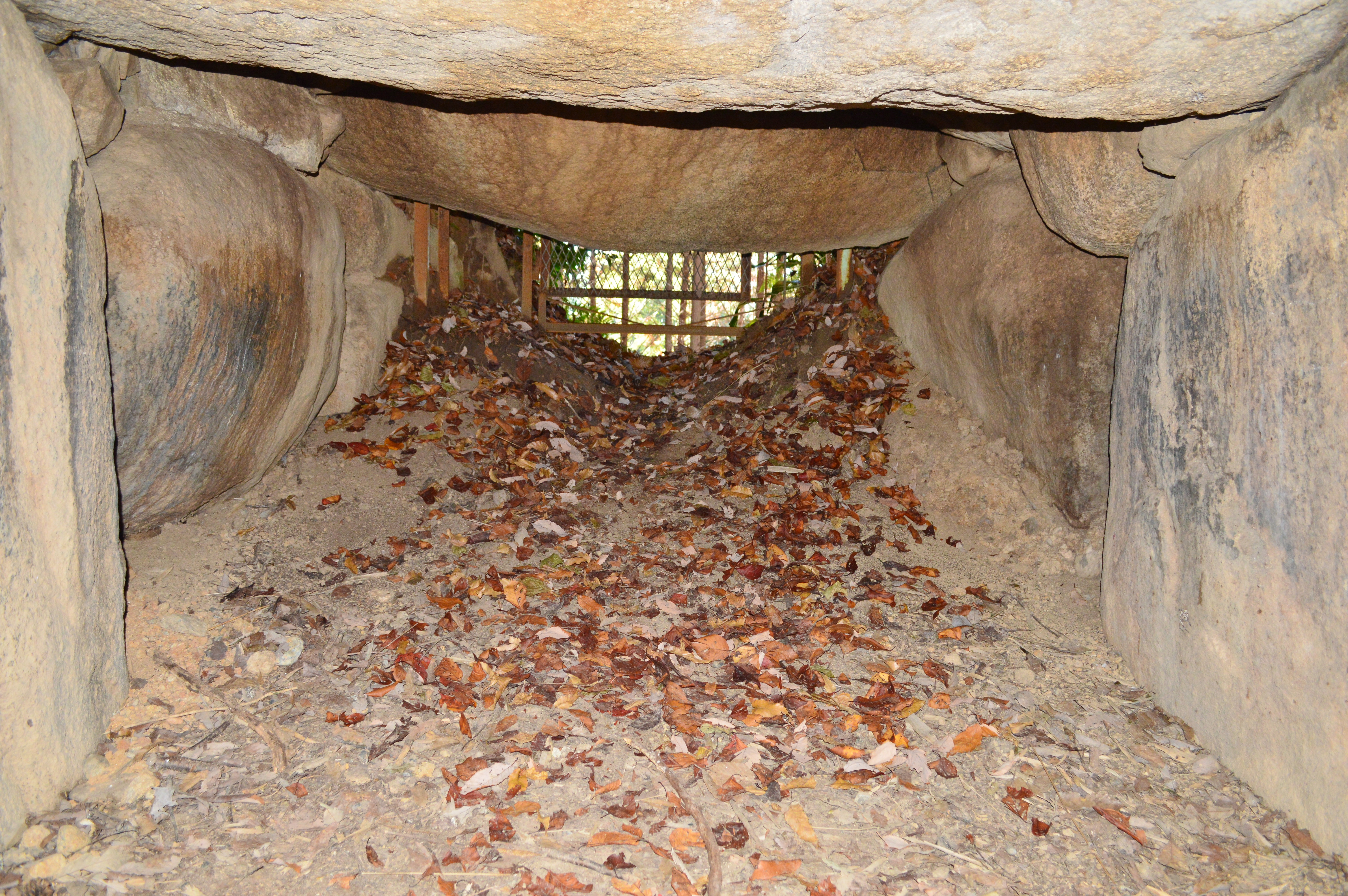
羨道（開口部方向）
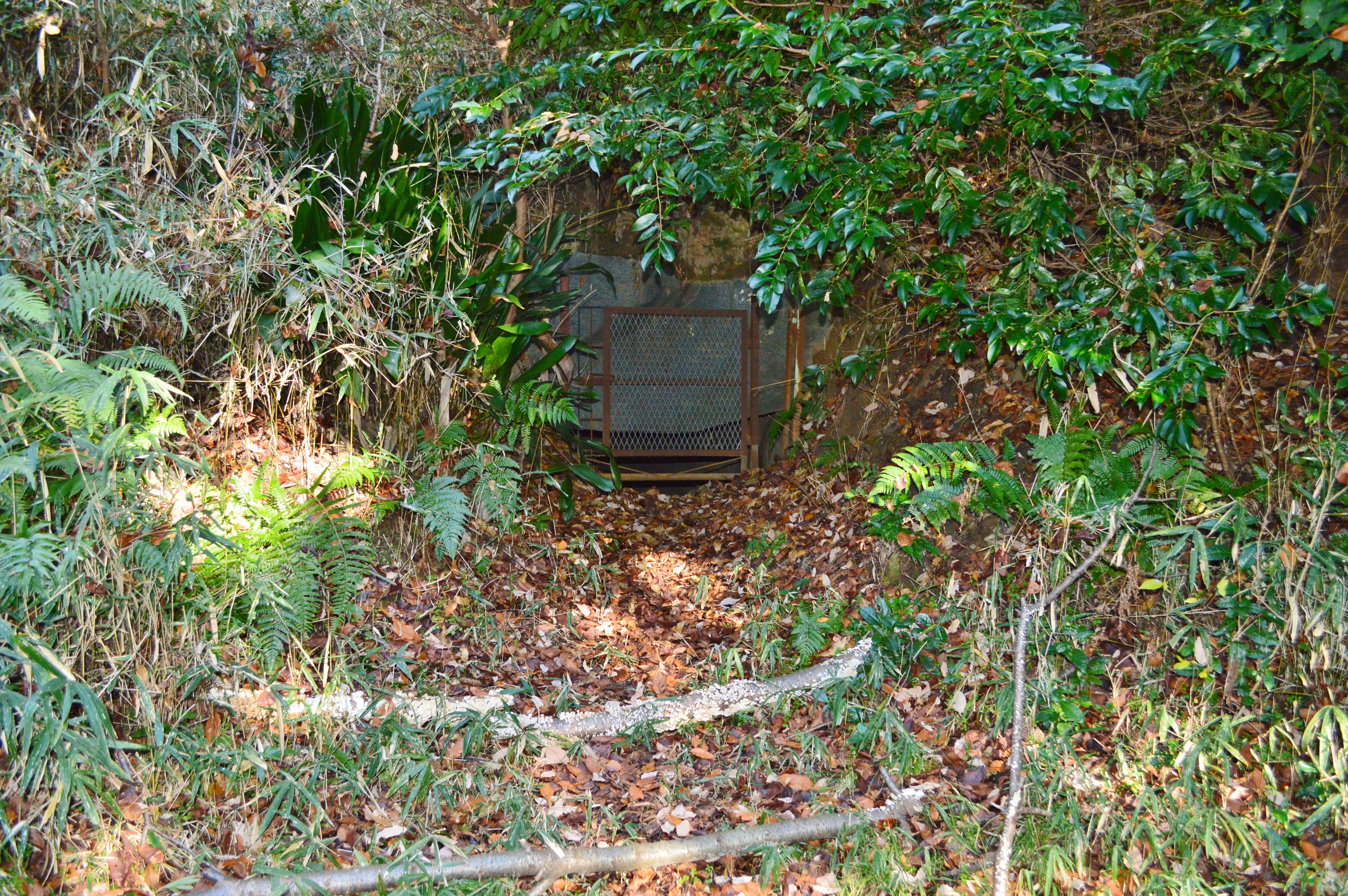
開口部